# راندي جوميز
راندي جوميز (بالإنجليزية: Randy Gomez)‏ هو لاعب كرة قاعدة أمريكي، ولد في 4 فبراير 1957 في سان ماتيو في الولايات المتحدة.

## وصلات خارجية
- راندي جوميز على موقعبيزبول رفرنس.كوم (الدوري الرئيسي) (الإنجليزية)
- راندي جوميز على موقعبيزبول رفرنس.كوم (الدوري الثانوي) (الإنجليزية)